# 小塚嗣彦
小塚 嗣彦（こづか つぐひこ、1946年11月6日 - ）は、日本の元フィギュアスケート選手で、1968年グルノーブルオリンピック男子シングル日本代表。小塚崇彦は実の息子。

## 人物
愛知県出身。早稲田大学卒。父は満洲国のフィギュアスケート王者であった小塚光彦。息子は2010年バンクーバーオリンピック男子フィギュアスケート代表、2011年世界選手権銀メダリストの小塚崇彦。妻はアイスダンス元国内トップクラス選手で現在はフリーコーチの小塚幸子というフィギュアスケート一家である。
嗣彦自身は父・光彦、佐藤信夫の母親、佐藤信夫から指導を受けた。
1994年、佐藤信夫の娘の佐藤有香が世界選手権（千葉市：幕張メッセ）で優勝した際には日本代表チームの監督を務めた。
指導者としては実子の崇彦、安藤美姫ら中京地区で、主にジュニア世代の育成にあたっており、また佐藤信夫・久美子夫妻との交流も深い。

## 主な戦績
| 大会/年度        | 1964-65 | 1965-66 | 1966-67 | 1967-68 | 1968-69 | 1969-70 | 1970-71 | 1971-72 |
| ---------------- | ------- | ------- | ------- | ------- | ------- | ------- | ------- | ------- |
| 冬季オリンピック |         |         |         | 21      |         |         |         |         |
| 世界選手権       |         | 19      | 17      | 14      | 13      |         |         |         |
| 全日本選手権     | 2       | 2       | 1       | 1       | 1       |         | 2       | 3       |